# Quasi-Park Narodowy Noto-hantō
Quasi-Park Narodowy Noto-hantō (jap. 能登半島国定公園 Noto-hantō Kokutei Kōen) – quasi-park narodowy w regionie Chūbu, na Honsiu, w Japonii.
Park obejmuje tereny przybrzeżne półwyspu Noto (Morze Japońskie), usytuowane w prefekturach Toyama i Ishikawa, o łącznym obszarze 412,64 km².. 
Park jest klasyfikowany jako chroniący krajobraz (kategoria V) według Międzynarodowej Unii Ochrony Przyrody.
Obszar ten został wyznaczony jako quasi-park narodowy 1 maja 1968. Podobnie jak wszystkie quasi-parki narodowe w Japonii, jest zarządzany przez samorząd lokalny prefektury.